# Gale Sayers
Gale Eugene Sayers (30 de mayo de 1943 - 23 de septiembre del 2020) fue un jugador profesional de fútbol americano estadounidense que jugó tanto de halfback y de especialista de retorno en la National Football League (NFL). En una carrera relativamente breve pero productiva, Sayers pasó siete temporadas con los Chicago Bears entre 1965 y 1971, hasta que muchas lesiones limitaron su efectividad luego de cinco temporadas. Conocido por su elusividad y agilidad, fue reconocido por sus compañeros como uno de los jugadores más difíciles de tacklear.
Apodado "Kansas Comet" (en español: "Cometa de Kansas"), Sayers jugó fútbol universitario para los Kansas Jayhawks de la Universidad de Kansas, donde completó 4,020 yardas en tres temporadas y formó parte en dos ocasiones de la selección de mejores jugadores del nivel universitario. En su primera temporada en la NFL, estableció un récord de la liga anotando 22 touchdowns —incluyendo el récord de haber anotado seis veces en un solo partido- y completó 2,272 yardas para ser nombrado el Novato del año. Mantuvo esta producción en sus cinco primeras temporadas, apareciendo cuatro veces en el Pro Bowl y cinco apariciones en el primer equipo de las selecciones All-Pro. Una lesión en la rodilla derecha forzó a Sayers a perderse los últimos cinco partidos de la temporada 1968, pero regresó en 1969 para liderar la NFL en yardas corridas y ganar el premio de haber sido el mejor jugador que volvía al campo tras una lesión. Otra lesión, ahora en la rodilla izquierda en la pretemporada 1970, así como subsecuentes lesiones lo mantuvieron apartado de gran parte de sus últimas dos temporadas. 
Su amistad con su compañero en los Bears Brian Piccolo, que murió de cáncer en 1970, lo inspiró a escribir su autobiografía, I Am Third, que a su vez fue la base de la película para televisión de 1971 Brian's Song.
Sayers fue introducido en el Salón de la Fama del Fútbol Americano Profesional en 1977 con sólo 34 años y se mantiene como la persona más joven en haber recibido ese honor. Es uno de los cuatro jugadores en la era del Super Bowl en encontrarse en el Salón de la Fama sin haber jugado un solo partido de postemporada. Fue nominado al equipo del 75° aniversario de la NFL como halfback y kick returner, el único jugador en ocupar dos posiciones en el equipo. En el 2019, fue nominado al equipo del 100° aniversario de la NFL. Por sus logros en la universidad, Sayers fue introducido al Salón de la Fama del Fútbol Americano Universitario el mismo año. El número de su camiseta ha sido retirado tanto por los Bears como por la Universidad de Kansas. Una vez finalizada su carrera en la NFL, Sayers inició una carrera en administración deportiva y negocios y fue el director atlético de la Southern Illinois University entre 1976 y 1981.